# 98e division aéroportée de la Garde
Pour les articles homonymes, voir 98e division.
La 98e division aéroportée de la Garde (en russe : 98-я гвардейская воздушно-десантная дивизия), abrégé en 98 гв. вдд), de son nom complet la 98e division aéroportée de la Garde des ordres du Drapeau rouge et de Koutouzov nommée d'après le 70e anniversaire de la grande révolution d'Octobre (98-я гвардейская воздушно-десантная Свирская Краснознамённая, ордена Кутузова дивизия имени 70-летия Великого Октября) est une grande unité des forces armées de la fédération de Russie (n° d'unité 65451).
C'est l'une des quatre divisions aéroportées des troupes aéroportées russes (russe : Воздушно-десантные войска). Basée dans la ville de Ivanovo, elle est administrativement située dans le district militaire ouest.

## Histoire

### Seconde Guerre mondiale
Pendant la Seconde Guerre mondiale, la formation est créée pour la première fois sous le nom de 98e division de fusiliers de la Garde. L'unité incorpore le 296e régiment de fusiliers de la Garde (anciennement la 18e brigade aéroportée indépendante de la Garde), le 299e régiment de fusiliers de la Garde et le 302e régiment de fusiliers de la Garde. Elle est formée de décembre 1943 à janvier 1944 à Demitrov dans le district militaire de Moscou et fait partie du 37e corps aéroporté de la Garde (en) de la 9e armée de la Garde, opérant sur le front de Carélie (mai 1944), dans la zone de la rivière Svir (juin 1944) et près de Budapest en février 1945. La division achève la fin de la guerre dans les environs de Prague.

### Guerre froide
Le 7 juin 1946, la division devient une unité aéroportée basée à Pokrovka, dans le kraï du Primorié. L'unité comprend le 296e régiment de débarquement aérien de la Garde, le 299e régiment aéroporté de la Garde et le 17e régiment d'artillerie de la Garde. Le 1er octobre 1948, le 296e est utilisé pour former la 13e division aéroportée de la Garde (en) et est remplacé par le nouveau 95e régiment de débarquement aérien de la Garde. En 1949, le 95e est transformé en régiment aéroporté.
Le 1er juin 1951, la division déménage à Belogorsk. Le 217e régiment aéroporté de la Garde rejoint le 98e régiment de la 13e division aéroportée de la Garde dissoute le 30 avril 1955. En avril 1956, le 95e régiment est dissous et remplacé par le 300e régiment aéroporté de la Garde de la 99e division aéroportée de la Garde (en). Le 17e régiment d'artillerie de la Garde est également dissous et remplacé par le 74e régiment d'artillerie de la Garde de la 99e division.
En juin 1956, le 37e corps aéroporté de la Garde est dissous et la division est directement subordonnée au quartier général aéroporté. Le 6 janvier 1959, le 243e escadron aérien de transport militaire est formé avec la division, équipé de 10 transports Antonov An-2. Le 15 août 1960, le 74e régiment d'artillerie de la Garde devient le 812e bataillon d'artillerie de la Garde. Le bataillon est renommé 1065e régiment d'artillerie de la Garde le 27 avril 1962.
Le 22 février 1968, pour ses réalisations en matière de combat et d'entraînement politique, et dans le cadre du 50e anniversaire des forces armées de l'URSS, la division reçoit l'Ordre de Koutouzov de 2e classe. En août 1969, des unités de la division déménagent à Bolhrad dans le district militaire d'Odessa (quartier général de la division, les 217e et 299e régiments  aéroportés de la Garde, faisant partie des services) et Chișinău (300e régiment aéroporté de la Garde) et Merry Kout, dans le raïon d'Artsyz (1065e régiment d'artillerie de la Garde).
La division est impliquée dans les exercices suivants : « Sud », « Spring 72 », « 73 - Crimea », « Ether -74 », « Spring -75 », « Shield -79 », « Shield -82 », « Summer 90 ».

### Fin de l'URSS
À l'été 1991, la division reçoit des instructions du gouvernement ukrainien pour prêter allégeance aux forces armées ukrainiennes. L'état-major de la division et la plupart des troupes refusent l'ordre ; la division compte un grand nombre d'Ukrainiens de souche, mais la loyauté envers la division et les troupes aéroportées l'emporte sur les racines ethniques. Le 1er octobre 1992, le 300e régiment aéroporté de la Garde quitte la division et devient une unité distincte. L'unité est remplacée par le 331e régiment aéroporté de la Garde de la 106e division aéroportée de la Garde.
Après la chute de l'Union soviétique, la division est transférée de Bolhrad en Ukraine à Ivanovo au début de 1993, à la suite d'un accord entre la Russie et l'Ukraine sur la séparation de l'équipement de la division. Un nombre important de parachutistes ukrainiens (environ 40 % des effectifs de la division) sont transférés dans l'armée ukrainienne et forment la 1re division aéromobile (en). Le reste de la formation déménage à Ivanovo au printemps 1993 et en avril, la division est transférée dans l'armée russe.

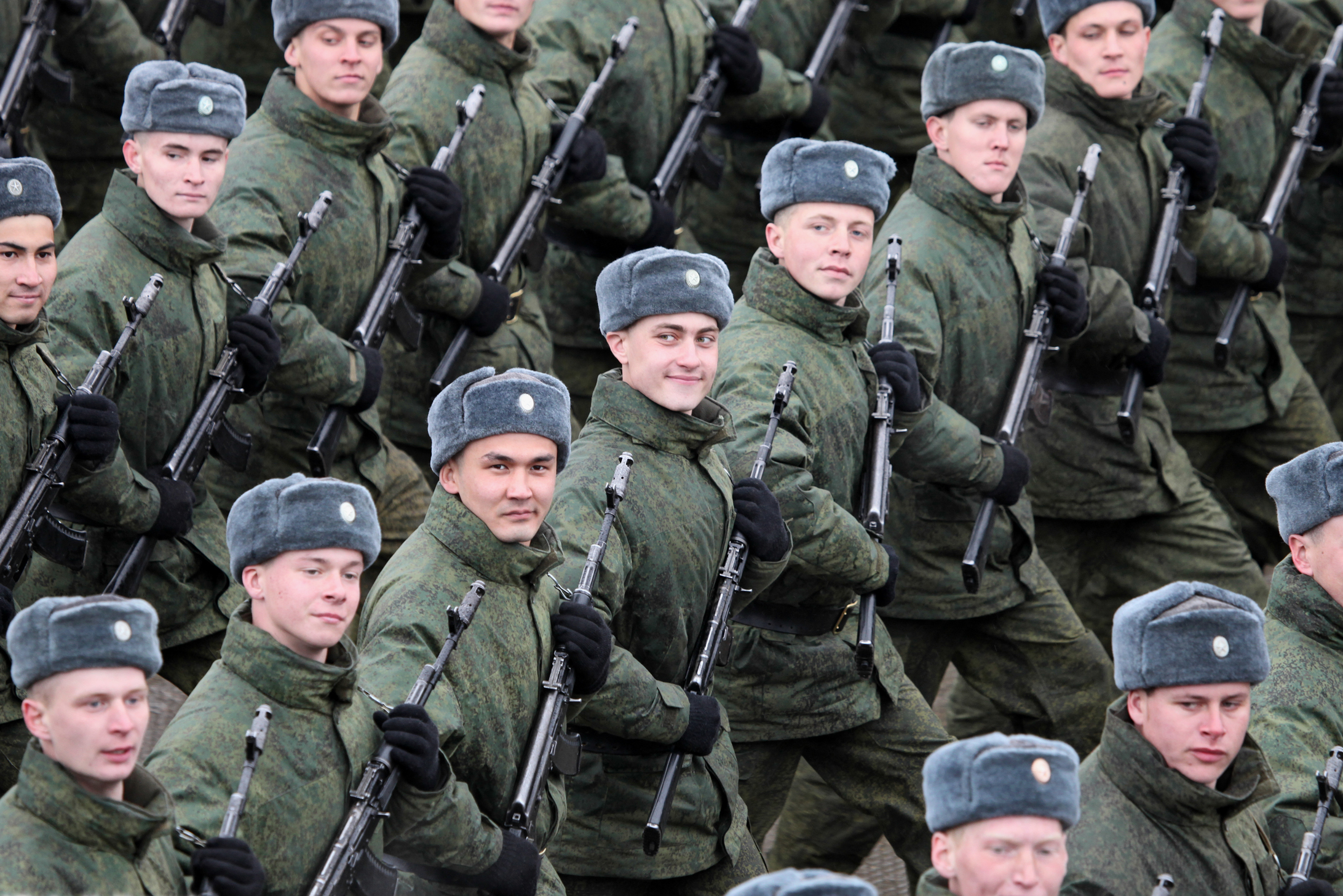
Soldats de la 98e division en avril 2012.

En octobre 1992, le 300e régiment de parachutistes de la Garde est détaché et envoyé à Abakan dans le district militaire sibérien. Dans la ville d'Abakan, quatre ans plus tard, le 300e régiment est réorganisé en 100e brigade aéroportée indépendante de la Garde, avant sa dissolution vers 1998.
En décembre 1997, le 299e régiment aéroporté de la Garde est absorbé par le 217e régiment aéroporté de la Garde.

### XXIesiècle
Ses deux régiments, les 217e et le 299e, sont stationnés près de l'aérodrome de transport militaire d'Ivanovo Severny. Cependant, une autre source répertorie les deux régiments constitutifs comme étant les 217e et le 331e, ce dernier ayant été transféré depuis la 106e division aéroportée de la Garde « Toula » en 1998.
L'unité participe à la guerre russo-géorgienne de 2008 et plus particulièrement à la bataille de Tskhinvali, du théâtre sud-ossète.

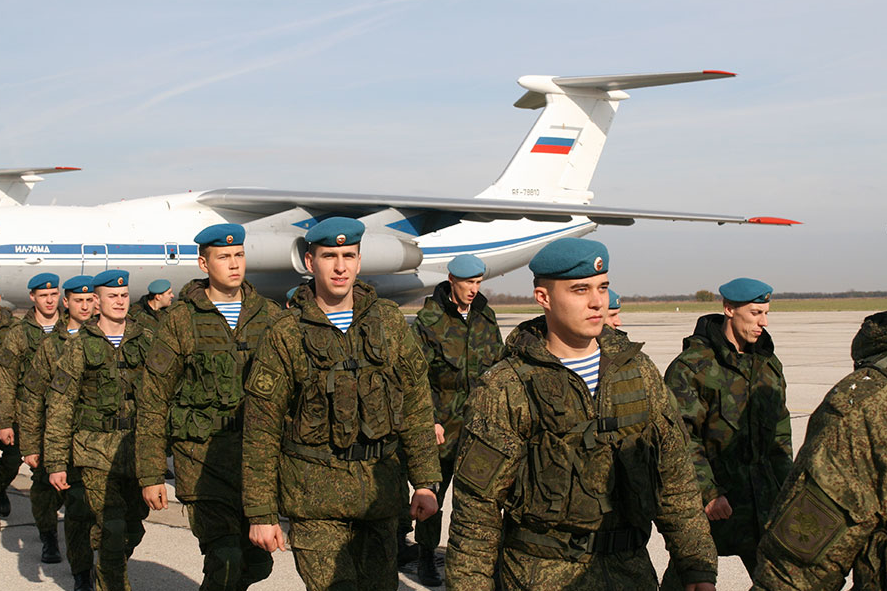
Soldats de la 98e division en novembre 2016.

#### Guerre en Ukraine
En août 2014, 10 soldats de la division sont capturés pendant la guerre du Donbass, près de la frontière russo-ukrainienne. L'Ukraine prétend qu'ils menaient des opérations illégales après avoir franchi illégalement la frontière ; selon la Russie, ils ont « franchi la frontière par accident sur un tronçon non balisé ». Bien qu'accusée, la Russie nie soutenir les séparatistes prorusses combattant l'armée ukrainienne dans la guerre du Donbass,,,. Un groupe tactique de bataillon du 331e régiment de la Garde de la division aurait participé aux combats d'août. En février 2015, son 217e régiment de la Garde et son 1065e régiment d'artillerie de la Garde sont suspectés d'avoir participé à la guerre.
En janvier 2022, des éléments du 217e régiment aéroporté de la division auraient été déployés en Biélorussie dans le cadre de la crise ukrainienne. Lors de l'invasion russe de l'Ukraine en 2022, la division participe à l'offensive de Kiev. Un de ses régiments, le 331e, subit de lourdes pertes, son commandant, le colonel Sergueï Soukharev aurait été tué au combat,. Le commandant de la division, le colonel Viktor Gounaza, est démis de ses fonctions fin mars. L'unité prend ensuite part aux combats dans la direction de Bakhmout-Tchassiv Iar.
Le 11 avril 2024, l'Institute for the Study of War (ISW), estime que les batailles de position à Tchassiv Iar se poursuivent à la périphérie est de la ville et cite des sources russes qui affirment que des éléments de la 98e division aéroportée de la Garde participent aux assauts près du micro-district de Kanal et de Bohdanivka. Début juin 2024, l'unité est proche de prendre l'un des ponts sur le canal Seversky Donets-Donbass, point stratégique donnant accès à la ville de Tchassiv Iar, mais les assauts sont repoussés par les forces ukrainiennes.

## Structure

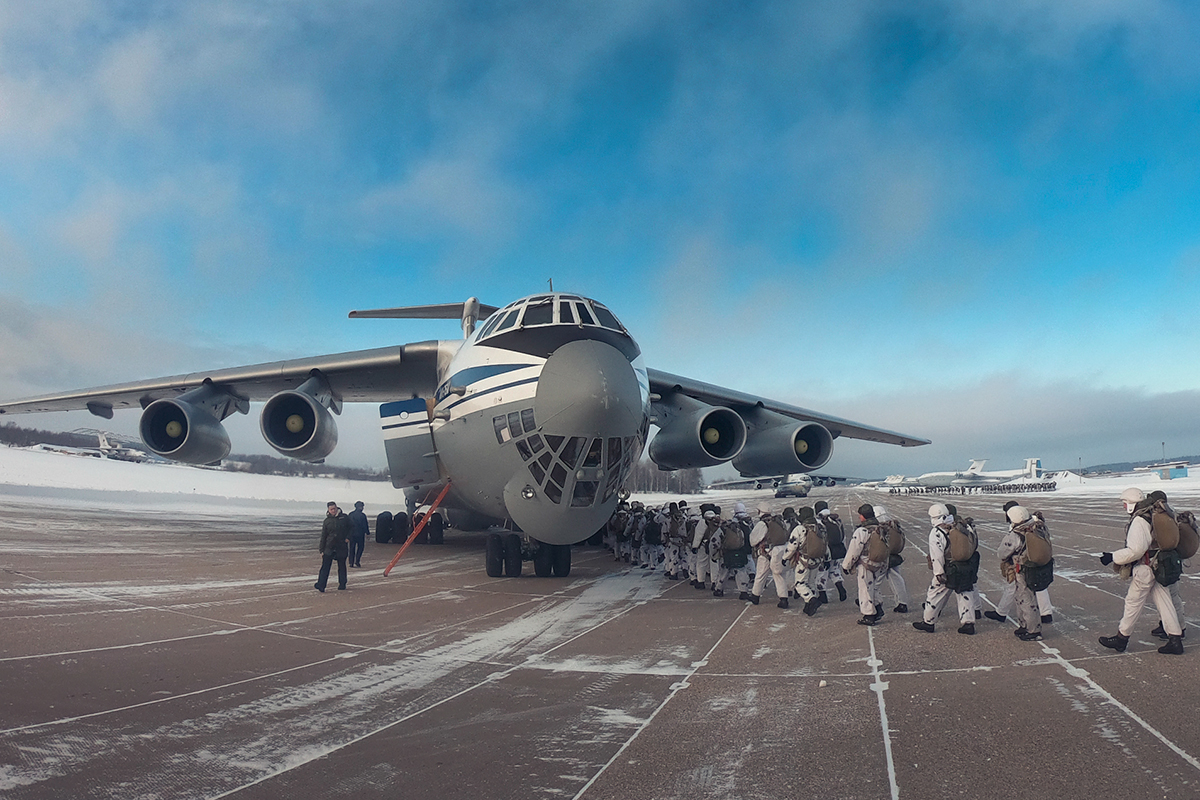
Troupes embarquant pour un exercice aéroporté sur la base aérienne d'Ivanovo en 2019.

En 2014, les unités subordonnées de la division sont les suivantes :
- QG de la 98e division (à Ivanovo)
  - 215e bataillon de reconnaissance (Ivanovo)
  - 15e bataillon de maintenance (Ivanovo)
  - 36e détachement médical (aéromobile) (Ivanovo)
  - 674e bataillon de transmissions de la garde (Ivanovo)
  - 661e bataillon du génie (Ivanovo)
  - 728e station de courrier-postal (Ivanovo)
  - 969e compagnie de soutien aéroporté (Ivanovo)
  - 1683e bataillon de soutien logistique (Ivanovo)
  - Centre de formation (village de Pessochnoe, région de Iaroslavl)
- 217e régiment aéroporté de la Garde (Ivanovo)
- 331e régiment aéroporté de la Garde (Kostroma)
- 1065e régiment d'artillerie de la Garde, Drapeau rouge (Kostroma)
- 5e régiment de missiles antiaériens de la Garde (Ivanovo)
- 243e escadron aérien de transport militaire (Ivanovo)

## Commandants
- 1977—1982 : Vitali Mikhaïlovitch Lebedev
- 1982—1985 : Osvaldas Mikolovtich Pikauskas
- 1985—1989 : Alexandre Alekseïevitch Chindarov
- 1989—1992 : Valeri Aleksandrovitch Vostrotine
- 1992—1996 : Alexandre Nikolaïevitch Bespalov
- 1996—2009 : Alexandre Ivanovitch Lentsov
- 2010—2013 : Alexeï Nikolaïevitch Ragozine
- 2013—2015 : Sergueï Nikolaïevitch Volyk
- 2015—2017 : Dmitri Aleksandrovitch Oulianov
- 2017—2020 : Nikolaï Petrovitch Choban
- 2020—2022 : Viktor Igorevitch Gounaza
- depuis 2022 : Evgueni Nikolaïevitch Tonkikh